# Apollo 6
L'Apollo 6, nota anche come AS-502, è stata una missione spaziale, terzo e ultimo volo senza equipaggio parte del Programma Apollo degli Stati Uniti e il secondo test del razzo vettore Saturno V. Il suo successo servì a qualificare il razzo per essere utilizzato nelle future missioni con equipaggio come accadde per la prima volta nella missione Apollo 8 nel dicembre 1968.
L'Apollo 6 aveva come obiettivo principale dimostrare la capacità del terzo stadio del Saturno V, l'S-IVB, di spingere se stesso e la navicella spaziale Apollo a distanze compatibili con il viaggio verso la Luna. I suoi componenti iniziarono ad arrivare al Kennedy Space Center all'inizio del 1967 mentre i test procedettero lentamente, spesso ritardati da quelli dedicati alla missione Apollo 4. Una volta che quella missione, anch'essa priva di equipaggio, poté essere lanciata nel novembre 1967, i preparativi per Apollo 6 poterono proseguire più velocemente tuttavia ulteriori ritardi fecero posticipare il volo da marzo ad aprile 1968.
Il piano di volo prevedeva l'effettuazione, una volta raggiunta l'orbita, di un'accensione (la manovra di inserzione translunare) per immettere il veicolo spaziale in una traiettoria di trasferimento verso la Luna con una successiva interruzione del volo con rientro diretto da effettuarsi mediante accensione del motore principale del modulo di comando e servizio; era previsto che il tempo totale della missione sarebbe stato di circa 10 ore. Invece, un fenomeno noto come oscillazione pogo, accaduto nella fase di decollo, danneggiò alcuni componenti dei motori Rocketdyne J-2 del secondo e terzo stadio, provocando lo spegnimento anticipato di due motori del secondo stadio. Il sistema di guida di bordo del veicolo fu in grado di compensare il problema prolungando l'accensione del secondo e il terzo stadio, sebbene l'orbita di parcheggio risultante si dimostrò più ellittica rispetto a quanto previsto. Inoltre, il motore danneggiato del terzo stadio non riuscì a riavviarsi per l'iniezione translunare. I controllori di volo scelsero, quindi, di ripetere il profilo di missione intrapreso nel precedente test dell'Apollo 4, ottenendo un'orbita alta e un ritorno ad alta velocità. Nonostante i guasti riscontrati, il volo instillò nella NASA abbastanza fiducia affinché ritenesse possibile utilizzare il Saturno V per le missioni con equipaggio e la programmazione di un potenziale terzo volo senza equipaggio venne cancellata.

## Obiettivi
La missione Apollo 6 aveva come scopo principale quello di dimostrare la capacità del razzo vettore Saturno V di spingere un modulo di comando e servizio (CSM) e un modulo lunare di prova dotato di sensori di vibrazioni strutturali, in una traiettoria di translunare grazie all'accensione del suo terzo stadio, l' S-IVB. Il CSM si sarebbe, dopo l'accensione del terzo stadio dall'S-IVB, separato e il suo motore principale (SPS) sarebbe stato acceso per rallentare il veicolo facendo così ridurre il suo apogeo a 22204 chilometri causandone un ritorno sulla Terra al fine di simulare l'interruzione della missione con un "ritorno diretto". Sulla via del ritorno, il motore sarebbe stato acceso nuovamente per accelerare la navicella con lo scopo di simulare le condizioni che avrebbe riscontrato al ritorno dalla Luna ovvero un angolo di rientro di -6,5 gradi e una velocità di 11100 m/s. L'intera missione doveva durare circa 10 ore.
Tutto ciò avrebbe, in sostanza, dovuto verificare la capacità del veicolo di lancio Saturno V di inviare l'intera navicella spaziale Apollo  sulla Luna, e in particolare di testare le sollecitazioni del modulo lunare (LM) e le vibrazioni dell'interno complesso riscontrate a carico quasi completo. Con la navicella spaziale già qualificata per il volo con equipaggio grazie alla missione Apollo 4 (il primo volo del Saturno V), l'obiettivo era quello di qualificare completamente il veicolo di lancio. Il completamento nominale degli eventi pianificati, ossia il raggiungimento dell'orbita di parcheggio e il riavvio dell'S-IVB per spingere il veicolo spaziale verso la distanza pianificata oltre l'orbita lunare, venne ritenuto sufficiente per considerare raggiunti gli obiettivi principali dell'Apollo 6.

## L'assemblaggio

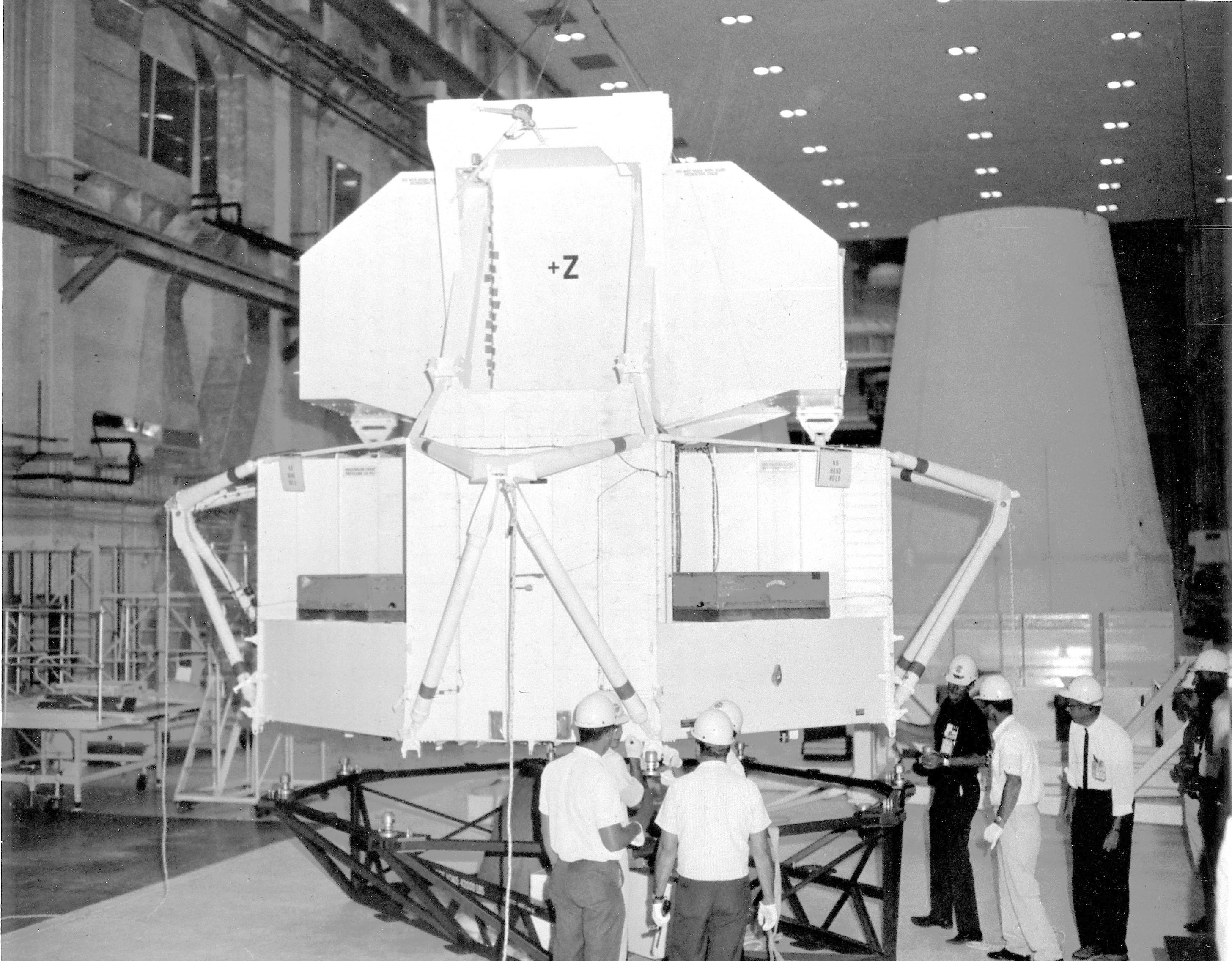
Il modulo lunare di test (Lunar Module Test Article) (LTA-2R) viene collocato nel suo alloggiamento

Il razzo vettore dell'Apollo 6 era stato denominato AS-502 ed era il secondo Saturno V  con capacità di volo prodotto. Il suo carico utile includeva il CSM-020, un CSM Block I su cui erano state approntate alcune modifiche previste per il Block II. Tra le altre cose, il modello Block I non disponeva della capacità di attraccarsi con un modulo lunare, come invece era previsto che facessero i modelli Block II. Tra le modifiche apportate al CSM-020 vi era un nuovo portello per l'entrata e uscita dell'equipaggio che doveva essere testato in condizioni di ritorno lunare. Questo nuovo portello sostituiva quello che la commissione investigativa sull'incidente dell'Apollo 1 aveva accusato di essere troppo difficile da aprire in caso di emergenza, circostanza che avevano contribuito alla morte di tre astronauti il 27 gennaio 1967. Il modulo di comando utilizzato era denominato CM-020 ed era dotato di alcune apparecchiature che ne consentivano il controllo a distanza.
Il modulo di servizio utilizzato era l'SM-014: quello originariamente pianificato per l'Apollo 6, l'SM-020, era stato utilizzato per l'Apollo 4 dopo che il suo, l'SM-017, era stato danneggiato in un'esplosione e dovette essere demolito. Il CM-014 non era disponibile per il volo poiché veniva utilizzato per aiutare le indagini sull'Apollo 1. Non tutti i sistemi del modulo di servizio erano state attivate per la breve missione di Apollo 6: ad esempio, i radiatori installati per rimuovere il calore in eccesso dall'impianto elettrico e il sistema di controllo ambientale non erano funzionanti.
Kenneth Kleinknecht, responsabile del modulo di comando e servizio presso il Manned Spaceflight Center di Houston si era detto soddisfatto del CSM-020 quando questo fece il suo arrivo al KSC dal produttore North American Rockwell, anche se criticò il fatto che fosse giunto avvolto in mylar infiammabile In contrasto con lo sfortunato CSM dell'Apollo 1, arrivato con centinaia di problemi irrisolti, il CSM-020 ne contava solo 23, con la maggior parte di questi risolvibili nella routine della preparazione.
Sull'Apollo 6 volò anche un modello di testi di modulo lunare, designato come LTA-2R. Esso era costituito da uno stadio di discesa senza carrello di atterraggio, i suoi serbatoi di carburante erano riempiti con una miscela di acqua e glicole, mentre nei serbatoi di ossidante si trovava del freon. Dotato di strumenti per mostrare registrare vibrazioni, acustica e integrità strutturale, il suo stadio di ascesa non conteneva sistemi di volo. LTA-2R rimase all'interno del suo alloggiamento, denominato SLA-9, per tutta la missione.

## Preparazione

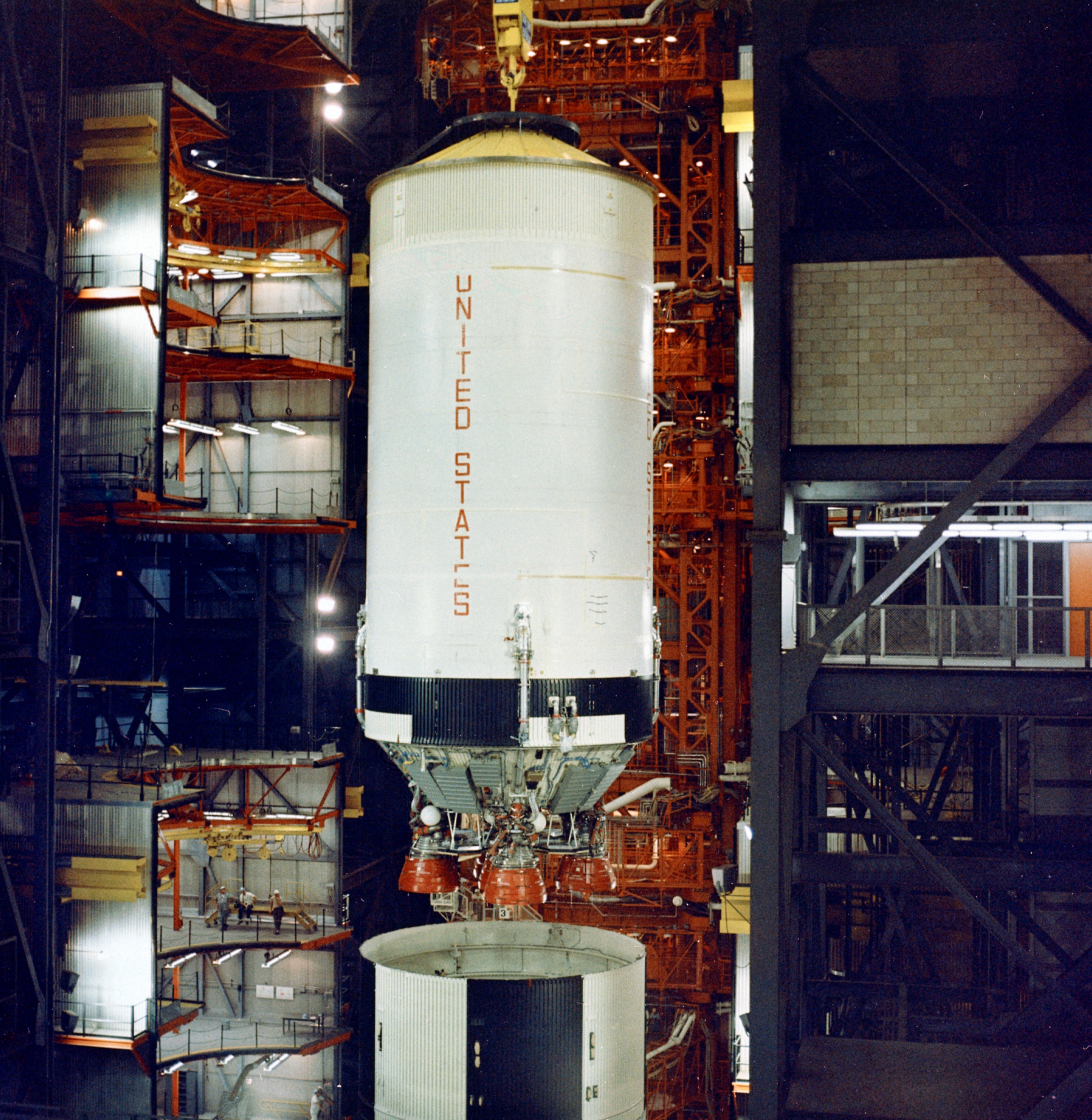
Il secondo stadio del Saturno V viene installato sopra il primo

Il primo stadio S-IC arrivò su chiatta il 13 marzo 1967 e fu verticalizzato nel Vehicle Assembly Building (VAB) quattro giorni dopo, nello stesso momento in cui arrivarono anche il terzo stadio S-IVB e il computer dell'unità strumentale. II secondo stadio non era ancora pronto e quindi si procedette ad utilizzare il distanziatore previsto per l'Apollo 4 in modo che i test potessero procedere, in quanto questo era dotato della stessa altezza e massa dell'S-II oltre a presentare tutti i collegamenti elettrici. L'S-II arrivò, infine, il 24 maggio e poté essere accoppiato al razzo il successivo 7 luglio.
Questa era la prima volta che High Bay 3 del VAB veniva utilizzato e si scoprì rapidamente che le sue strutture di condizionamento dell'aria erano inadeguate. Vennero, pertanto, installate delle unità portatili ad alta capacità al fine di mantenere fresche le apparecchiature e i lavoratori. Nell'aprile del 1967 si riscontrarono dei ritardi poiché il personale e le attrezzature erano impegnati con l'Apollo 4 e non erano disponibili per effettuare i test sull'Apollo 6. Il secondo stadio S-II arrivò il 25 maggio e fu messo in verticale ma i lavori sull'Apollo 6 continuarono ad essere condizionati da ritardi, molti dei quali causati dai preparativi per l'Apollo 4. Il veicolo poté essere posizionato sul Mobile Service Launcher 2, ma i lavori procedettero comunque più lentamente rispetto al previsto. Anche il modulo di comando e servizio ebbe dei ritardi e il suo arrivo inizialmente previsto per la fine di settembre dovette essere posticipato di due mesi.

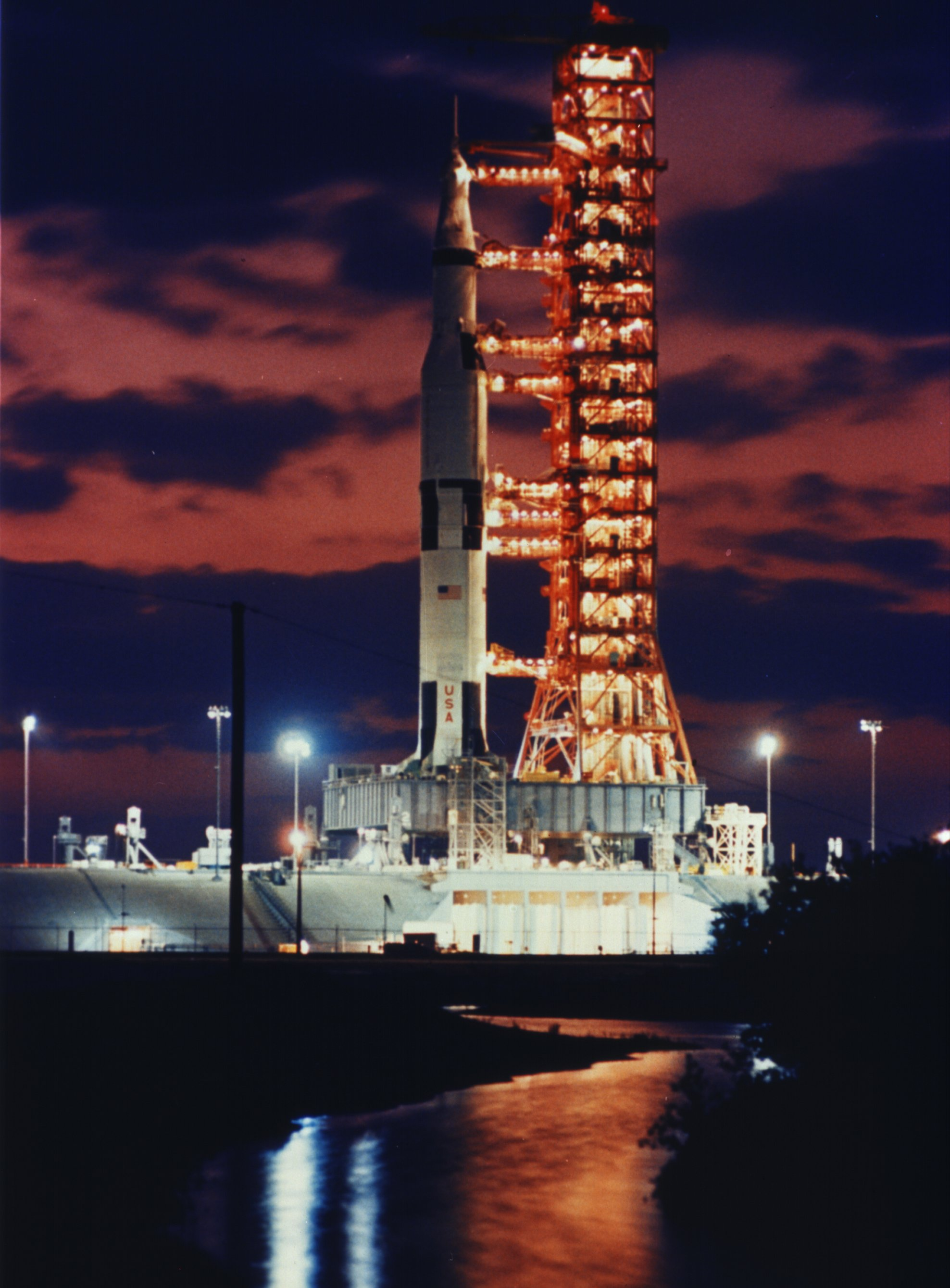
L'Apollo 6 sulla rampa di lancio

Una volta lanciato l'Apollo 4 il 9 novembre 1967, il ritmo delle operazioni aumentò ma si riscontrarono anche molti problemi con l'hardware di volo. Il CSM poté essere posizionato in cima al veicolo di lancio l'11 dicembre 1967 e tutto il complesso venne trasportato alla rampa di lancio il 6 febbraio 1968. Il viaggio verso il complesso di lancio fu anch'esso funestato da problemi con gran parte di esso computo sotto pioggia battente. Il mezzo cingolato di trasporto dovette fermarsi anche per due ore a causa di un malfunzionamento nelle comunicazioni, il che comportò l'arrivo sulla rampa quando oramai si era fatto buio. Infine, la struttura mobile di assistenza non poté essere spostata sulla rampa di lancio per due giorni a causa del forte vento.
Il test che doveva stabilirne l'idoneità definitiva al volo si concluse l'8 marzo 1968 e, in una revisione tenuta tre giorni dopo, l'Apollo 6 fu autorizzato al lancio subordinato al completamento con successo dei test e di alcune azioni identificate durante la riunione. Il lancio venne, dunque, fissato per il 28 marzo 1968 ma venne stato posticipato al 1 aprile e poi al 3 aprile a causa di problemi riscontrati su alcune apparecchiature del sistema di guida e con il rifornimento. Il test dimostrativo del conto alla rovescia iniziò il 24 marzo. Sebbene questo sia stato completato in una settimana, il lancio dovette essere ritardato ancora una volta: il 3 aprile iniziò definitivamente il conto alla rovescia finale con il decollo previsto per il giorno successivo. Tutti i problemi che si erano riscontrati vennero risolti durante le pause previste nel conto alla rovescia senza ritardare ulteriormente il lancio.

## Volo

### Lancio

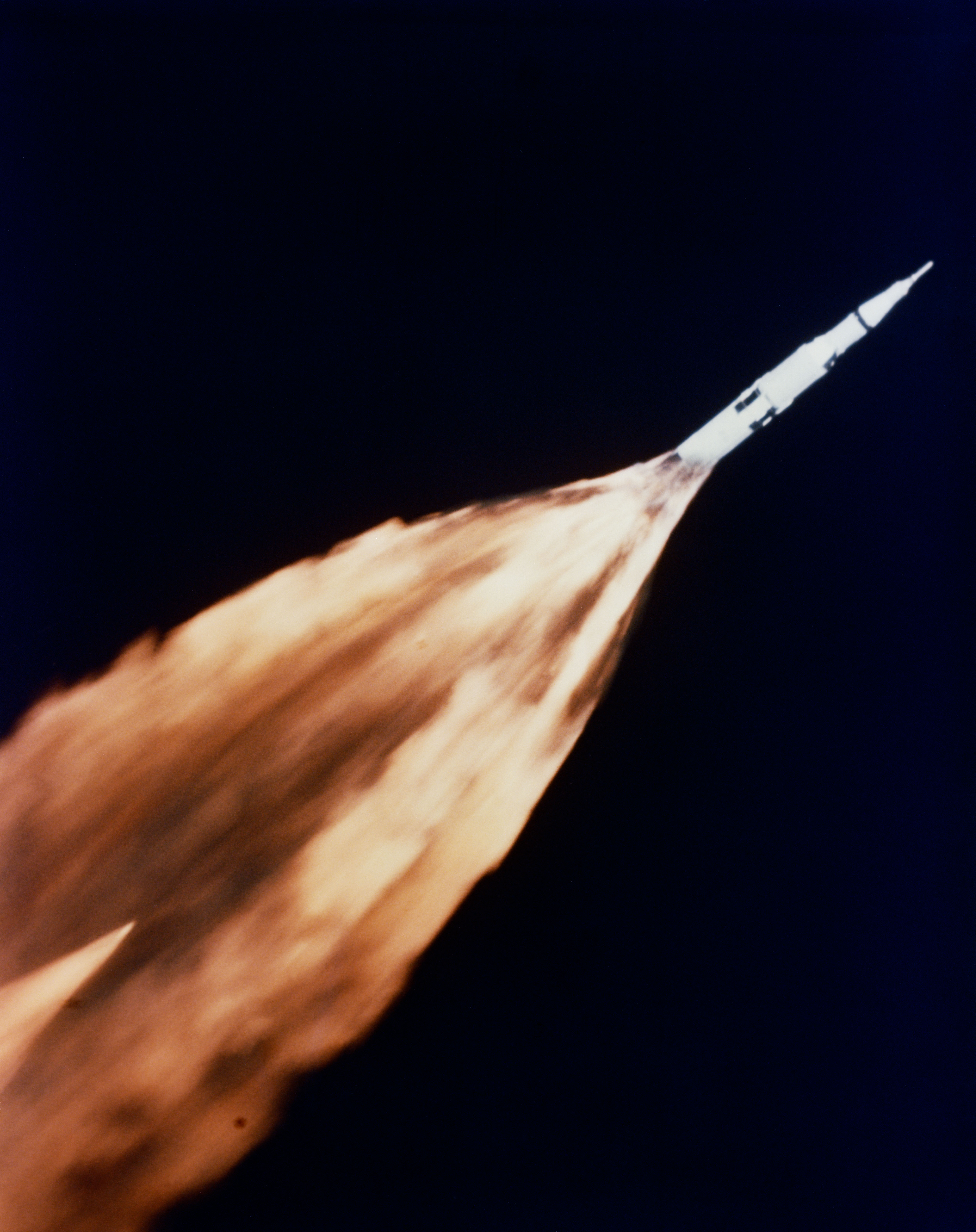
Lancio dell'Apollo 6

L'Apollo 6 venne stato lanciato dal Launch Complex 39A al Kennedy Space Center il 4 aprile 1968 alle 7:00 (12:00 UT). Per i primi due minuti di volo, il razzo Saturno V, si comportò normalmente. Poi, quando il primo stadio S-IC era in funzione, alcune oscillazioni pogo iniziarono a scuotere il veicolo. Le variazioni di spinta conseguenti fecero sì che il veicolo subisse un'accelerazione compresa tra i ±0,6 g, sebbene esso fosse stato progettato solo per un massimo di ±0,25 g. Nonostante ciò, il veicolo non subì danni se non la perdita di uno dei pannelli dell'alloggiamento del modulo lunare.
George Mueller, ingegnere e dirigente della NASA, spiegò il fenomeno durante un'udienza del Congresso:
Now, in turn, the engine is fed through a pipe that takes the fuel out of the tanks and feeds it into the engine. That pipe's length is something like an organ pipe so it has a certain resonance frequency of its own and it really turns out that it will oscillate just like an organ pipe does.

The structure of the vehicle is much like a tuning fork, so if you strike it right, it will oscillate up and down longitudinally. In a gross sense it is the interaction between the various frequencies that causes the vehicle to oscillate.»
Così, ora, il motore viene alimentato attraverso un tubo che preleva il carburante dai serbatoi e lo porta nel motore. La lunghezza di quel tubo è qualcosa come quella di un organo così ha una certa frequenza di risonanza e risulterà oscillare proprio come il tubo di un organo.

La struttura del veicolo è molto simile ad un diapason, così se la si colpisce bene, oscillerà sopra e sotto longitudinalmente. In un certo senso è l'interazione tra le varie frequenze che causa l'oscillazione del veicolo.»
Dopo l'espulsione del primo stadio, il secondo stadio S-II iniziò a riscontrare propri problemi con i suoi motori J-2. Innanzitutto, il motore numero due accusò un calo di prestazioni dopo 225 secondi dopo il decollo, peggiorati bruscamente a 319 secondi per poi essere spento del tutto dall'unità strumentale a 412 secondi.Due secondi dopo, anche il motore numero tre si spense. Successivamente venne scoperto che il problema era esclusivamente nel motore due ma, a causa di un collegamento incrociato dei cavi, il comando dell'unità strumentale non solo spense il motore due, ma anche il motore tre che funzionava normalmente. L'unità strumentale fu comunque in grado di compensare la mancanza di spinta con i restanti tre motori che vennero tenuti accesi per 58 secondi in più rispetto a quanto previsto. Anche il terzo stadio S-IVB dovette funzionare per 29 secondi in più rispetto al tempo nominale. Anche lo stadio S-IVB riscontrò una leggera perdita di prestazioni.

### Orbita

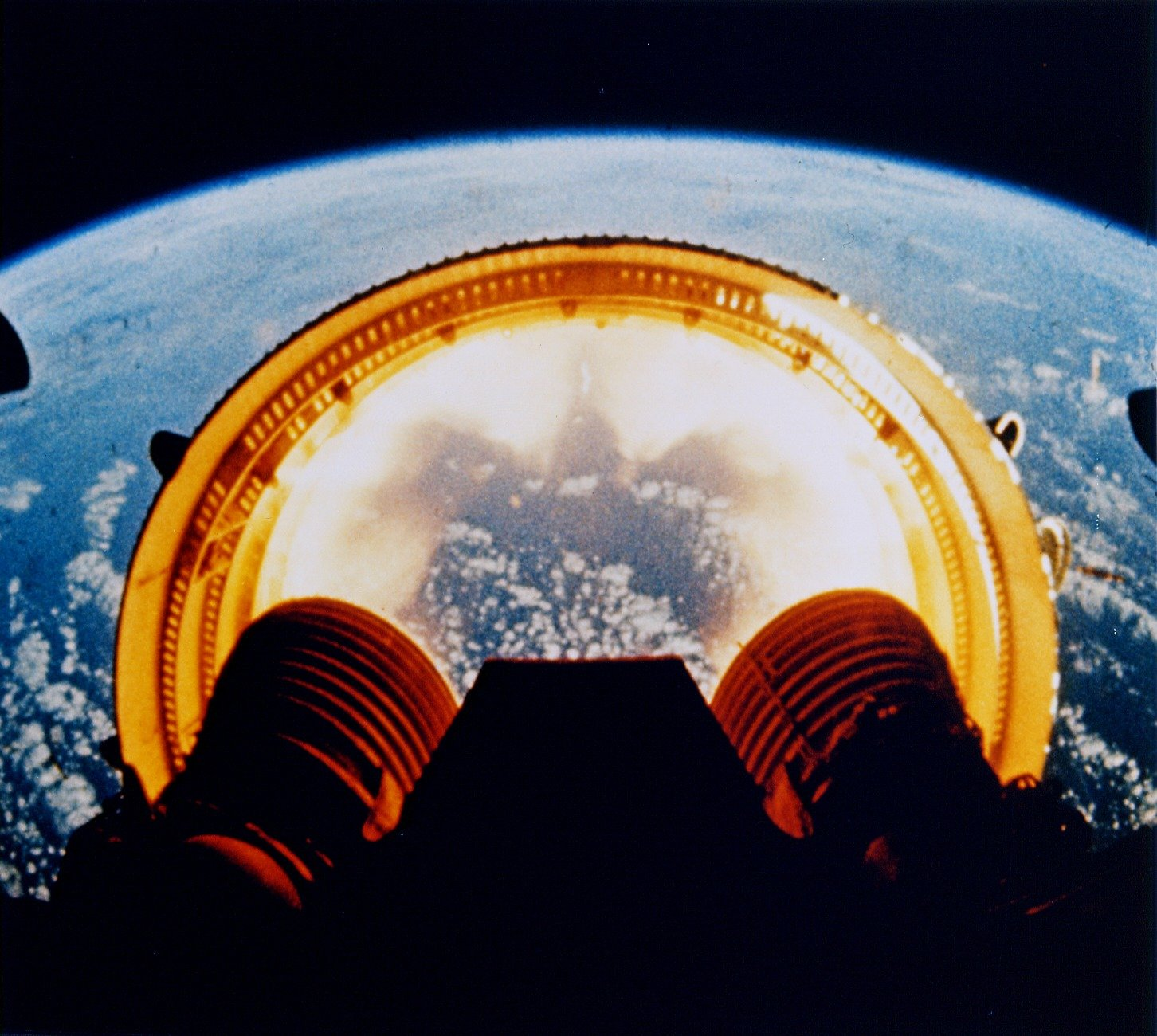
Separazione dell'interstadio in orbita

A causa dei problemi riscontrati nella fase di ascesa, il veicolo spaziale poté essere inserito in un'orbita di parcheggio di 173,14 chilometri per 360,10 chilometri, invece di quella circolare pianificata di 190 chilometri. Questa variazione rispetto al piano di volo non ha precluso, tuttavia, il proseguimento della missione. Durante la prima orbita, l'S-IVB effettuò alcune manovre cambiando il proprio assetto per testare le tecniche che i futuri astronauti avrebbero utilizzato per il tracciamento dei punti di riferimento per la navigazione. Quindi, dopo le due orbite percorse per verificare che tutto il veicolo funzionasse a dovere in previsione della manovra di inserimento in orbita translunare (TLI), all'S-IVB è stato dato il comando di riavvio ma senza successo.
Passando, allora, ad una missione alternativa pre-pianificata, il direttore di volo Clifford Charlesworth e la sua squadre del centro di controllo missione scelsero di utilizzare il motore Service Propulsion System (SPS) del modulo di servizio per portare la navicella spaziale in un'orbita ad alto apogeo e con un basso perigeo che avrebbe comportato un rientro sulla Terra, come era stato fatto nella missione Apollo 4. Il motore SPS rimase acceso per 442 secondi per raggiungere l'apogeo pianificato di 22204km. Non essendoci abbastanza propellente per accelerare il rientro atmosferico con una seconda accensione del motore, il veicolo spaziale entrò nell'atmosfera solo a una velocità di 10000 metri al secondo invece dei previsti 11000 metri al secondo che avrebbero simulato un ritorno lunare. Mentre era ad alta quota, il modulo d comando è stato in grado di restituire dati sulla misura in cui i futuri astronauti sarebbero stati protetti dalle fasce di Van Allen dalla struttura del veicolo spaziale.
Dieci ore dopo il lancio, il modulo di comando atterrò a 80 chilometri dal previsto punto di ammaraggio nell'Oceano Pacifico settentrionale a nord delle Hawaii per poi essere recuperato a bordo della USS Okinawa. Il modulo di servizio era stato espulso poco prima che la navicella raggiungesse i primi strati di atmosfera terrestre e bruciò durante la caduta. Il terzo stadio del Saturno V rientrò nell'atmosfera distruggendosi il 26 aprile 1968 dopo un lento decadimento della propria orbita.

## Indagini e conseguenze

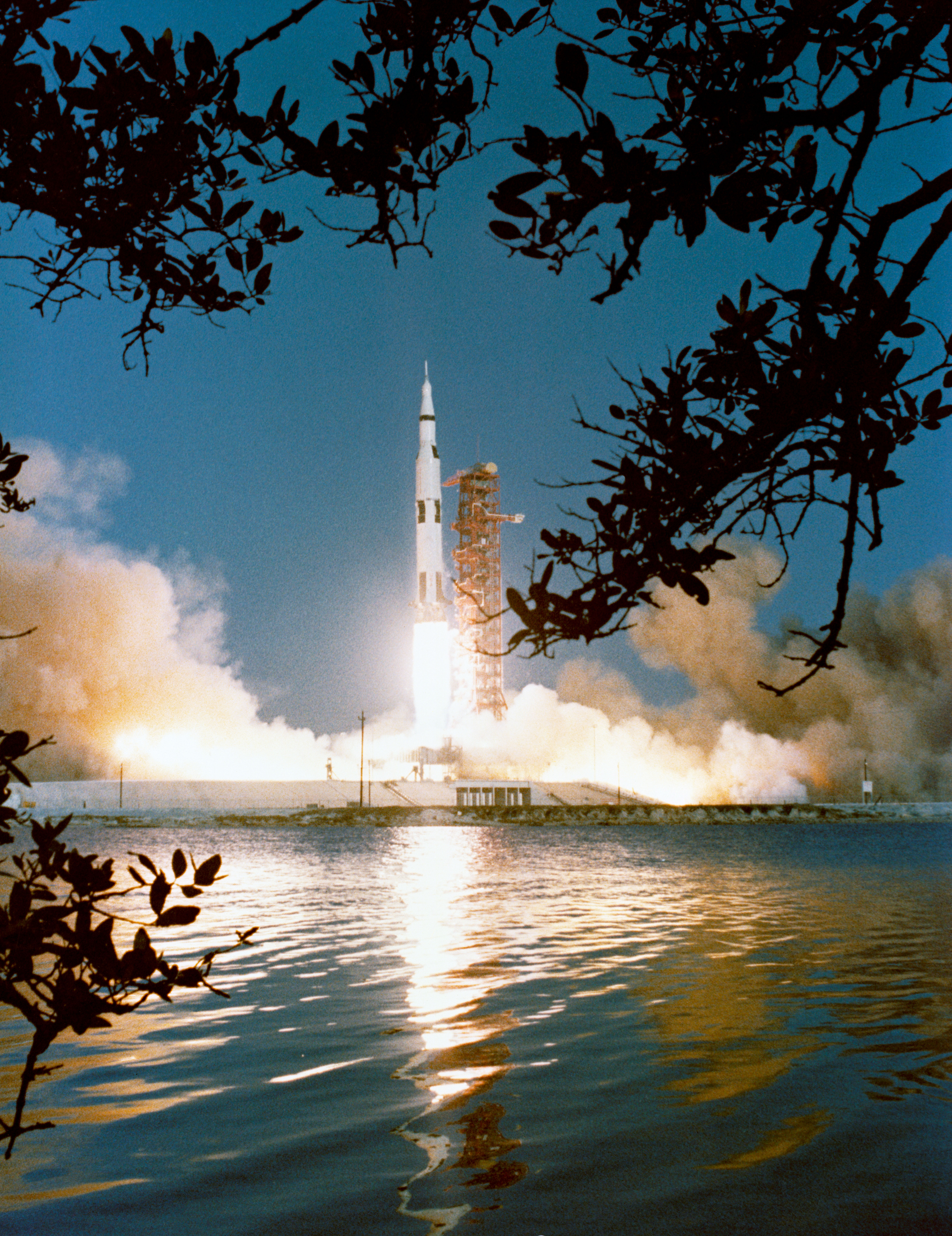
Apollo 6 lascia la rampa di lancio

In una conferenza stampa tenutasi dopo il decollo della missione, il generale Samuel Phillips, direttore del programma Apollo, ha dichiarato che l'Apollo 6 "non c'è dubbio che sia meno di una missione perfetta" ma ha anche aggiunto che riteneva la possibilità che il razzo vettore potesse ancora raggiungere l'orbita nonostante la perdita di due motori del secondo stadio fosse "un importante risultato non pianificato". Mueller definì poi la missione Apollo 6 come "un buon lavoro a tutto tondo, un ottimo lancio e, a conti fatti, una missione di successo... da cui abbiamo imparato molto", ma in seguito affermò che l'Apollo 6 "dovrà essere definito come un fallimento».
La causa delle "oscillazioni pogo" durante la prima fase del volo era ben nota. Tuttavia, si pensò di aver ridotto il problema dato che il razzo era stato depotenziato. Per smorzare ulteriormente le oscillazioni di pressione nelle pompe del combustibile e del comburente così come nelle linee di alimentazione, le cavità di questi sistemi erano state riempite con elio proveniente dal sistema di controllo pneumatico del sistema di propulsione, che avrebbe dovuto agire come un ammortizzatore per attenuare le oscillazioni.
La causa del malfunzionamento dei due motori nella seconda fase del volo fu identificata nella rottura di una linea di alimentazione degli iniettori del motore. L'iniettore era essenzialmente un motore a razzo in miniatura montato sulla parete della camera a pressione del J-2, ed alimentato da linee flessibili di piccolo calibro che trasportavano idrogeno e ossigeno liquidi. Questa miscela, ricca di idrogeno, è di vitale importanza per mantenere una bassa temperatura durante il funzionamento dei motori. Mentre il razzo era in volo, le vibrazioni indotte dal secondo stadio provocarono la rottura della linea dell'idrogeno che alimentava l'iniettore del motore numero due. Come conseguenza, il dispositivo immise ossigeno liquido puro nella camera di combustione, generando una temperatura molto più alta del normale che provocò la rottura della camera stessa. Il conseguente brusco calo della pressione venne rilevato dalla centralina del sistema automatico di controllo, che comandò lo spegnimento. Sfortunatamente i segnali diretti al motore numero tre furono parzialmente confusi con quelli del motore numero due, così l'ordine di spegnimento del motore numero due causò anche la chiusura della valvola di alimentazione dell'ossigeno del motore numero tre, causando lo spegnimento anche di quest'ultimo.

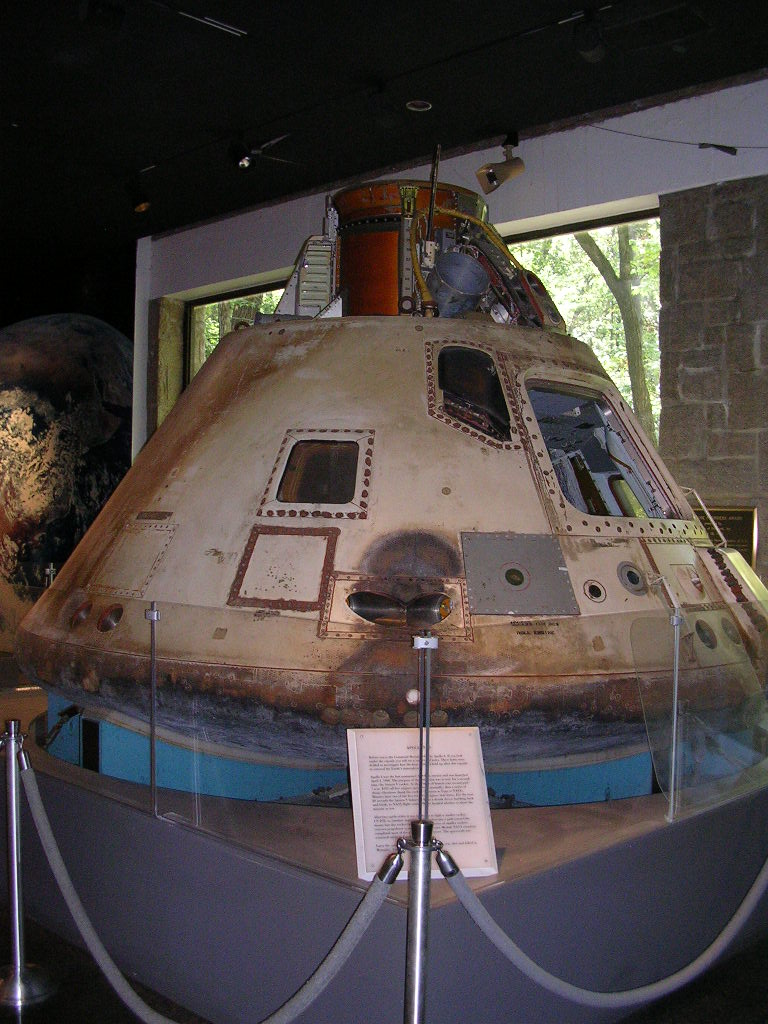
Il modulo di comando Apollo 6 in mostra al Fernbank Science Center ad Atlanta

Il problema delle linee di carburante non venne rilevato durante i test a terra perché la maglia in acciaio inox che ricopriva il tubo del carburante divenne satura di aria liquida a causa del freddo estremo indotto dall'idrogeno liquido che scorreva all'interno del tubo. L'aria liquida smorzò quindi le vibrazioni che, vennero evidenziate solo in seguito, durante i test in vuoto eseguiti dopo il volo dell'Apollo 6. L'inconveniente fu risolto semplicemente sostituendo il soffietto flessibile nel punto dove si verificò la rottura, con un pezzo di tubo d' acciaio. L'S-IVB, come l'S-II, usava lo stesso design dei motori del J-2, così si ipotizzò che lo stesso problema sulla linea di alimentazione avesse anche impedito la riaccensione del terzo stadio per il rientro nell'orbita terrestre. In seguito, test a terra confermarono che, le scarse prestazioni riscontrate nella prima accensione dell'S-IVB, erano da imputare a danneggiamenti della linea di alimentazione. Il velivolo spaziale aveva inoltre evidenziato altri problemi negli adattatori (gli anelli interposti tra uno stadio e l'altro del razzo), a causa della loro struttura a nido d'ape. Mano a mano che il razzo accelerava e saliva nell'atmosfera, le celle si espandevano a causa dell'aria e dell'acqua intrappolate tra di esse, causando rotture sulla superficie. Anche qui la soluzione fu semplice: praticare piccoli fori sulla superficie per permetterne la espansione.
Sebbene i problemi con i motori, sperimentati durante il volo dell'Apollo 6, avrebbero potuto far saltare l'intero Programma Apollo con equipaggio a bordo, la NASA considerò il volo un inestimabile collaudo del veicolo di lancio. Così, dopo un'analisi dettagliata delle prestazioni del Saturno V e delle correzioni apportate per le successive missioni, gli ingegneri del Marshall Space Flight Center dell'Alabama conclusero che un terzo volo di prova senza equipaggio del razzo non era necessario e, pertanto, la missione successiva del Saturno V, l'Apollo 8 fu programmata per avere astronauti a bordo (l'Apollo 7, la prima missione Apollo con equipaggio avrebbe utilizzato un Saturno IB). Le valutazioni degli ingegneri si rivelarono corrette e infatti non si verificò nessun grosso problema nei successivi undici voli del Saturno V. Comunque le "vibrazioni pogo" poterono essere ridotte, ma mai eliminate del tutto. Riapparvero infatti nella missione Apollo 13 causando il prematuro spegnimento del motore centrale del S-II.
Dopo la missione, il modulo di comando CM-020 venne trasferito allo Smithsonian Institution. Successivamente è stato posto in esposizione al Fernbank Science Center di Atlanta, in Georgia.

## Fotografie e videoregistrazioni
Il Saturno V utilizzato nella missione aveva diverse fotocamere installate, destinate ad essere espulse e successivamente recuperate. Tre delle quattro telecamere posizionate a bordo dell'S-IC non vennero espulse correttamente e quindi si distrussero completamente e solo una di quelle sull'S-II venne recuperata. Due di queste telecamere avevano lo scopo di filmare la separazione tra l'S-IC e l'S-II e le altre due dovevano filmare il serbatoio di ossigeno liquido; quella recuperata aveva filmato la separazione. La mancata espulsione venne attribuita alla mancanza di pressione di azoto nelle bombole che avrebbe dovuto fornire la forza necessaria per l'operazione. Anche il modulo di comando trasportava una cinepresa, destinata ad essere attivata durante il lancio e durante il rientro. La missione durò circa dieci minuti in più del previsto e gli eventi del rientro non poterono essere filmati.
Una telecamera fissa da 70 mm posizionata nel modulo di comando puntava sulla Terra attraverso la finestra del portello in modo che durante la fase di ascesa avrebbe ripreso parte degli Stati Uniti, dell'Oceano Atlantico, dell'Africa e dell'Oceano Pacifico occidentale. La fotocamera aveva una combinazione di pellicola e filtro che gli permetteva di penetrare la foschia, con un migliore bilanciamento del colore e una risoluzione più elevata rispetto alle fotografie scattate nelle precedenti missioni statunitensi con equipaggio. I risultati ottenuti si rivelarono eccellenti per gli studi cartografici, topografici e geografici.

## Impatto mediatico
Vi fu una scarsa copertura mediatica riguardo alla missione Apollo 6 principalmente a causa del concomitante assassinio di Martin Luther King avvenuto a Memphis, nel Tennessee e dell'annuncio, appena quattro giorni prima, della rinuncia alla ricandidatura da parte del presidente Lyndon Johnson.